# Гагара чорношия
Гага́ра чорноши́я, або чорново́ла (Gavia arctica) — водоплавний птах родини гагарових ряду гагароподібних, найпоширеніший серед гагар. Північноєвразійський вид. В Україні пролітний, зимуючий птах. Вид перебуває під охороною Бернської конвенції та ряду інших природоохоронних документів.

## Морфологічні ознаки

Гніздовий та зимовий наряди гагари чорношийої

Водоплавний птах середнього розміру — маса тіла 2,0—3,0 кг, довжина тіла 58—73 см, розмах крил 110—130 см. У шлюбному оперенні має контрастне чорно-біле забарвлення. У дорослого птаха в шлюбному вбранні лоб, тім'я і задня частина шиї сірі; спина, поперек, надхвістя і плечі чорні, на плечах поперечні білі смуги; верхні покривні пера крил чорні, з білими цятками і металічним полиском; підборіддя і горло сірувато-чорні; велика видовжена прямокутна пляма на передній частині шиї і верх боків тулуба чорні; на боках шиї і вола чорні та білі вузькі поздовжні смуги; низ білий, з темною поперечною смугою на підхвісті; махові пера зверху і хвіст чорно-бурі; дзьоб і ноги чорні; райдужна оболонка ока червона. У позашлюбному вбранні верх чорно-бурий; щоки, передня частина шиї і низ білі; дзьоб сіруватий, на кінці темний. Молодий птах подібний до дорослого у позашлюбному оперенні, але світліший.

## Поширення

### Гніздовий ареал
Гніздовий ареал охоплює арктичну і субарктичну зони Євразії та невеликою ділянкою заходить на крайній захід Аляски в Північній Америці. В Європі гніздиться в Норвегії, Швеції, Фінляндії, Шотландії. У Росії гніздиться в материковій частині від Кольського півострова і Карелії на схід до Анадирської низовини, Чукотського півострова, Корякського нагір'я, Камчатки, Охотського узбережжя та пониззя Амура. У Росії гніздиться також на островах: Нова Земля, Колгуєв, Вайгач. Південна межа ареалу охоплює Латвію, Естонію, Литву, північ Білорусі. Зустрічається в Казахстані в північних і східних районах. У Росії також зустрічається на Алтаї, передгір'ях Саян, Туві. Гніздиться на багатьох озерах у Монголії.

### Місця зимівель
У західній Європі зимує на атлантичному узбережжі та Північному морі біля берегів Норвегії, Швеції, Данії, Німеччини, Англії, Нідерландів, Бельгії і Франції, по східному узбережжю Біскайської затоки, на півночі Середземного моря, на Чорному морі. В Азії чорношиї гагари зимують по каспійському узбережжю Ірану, на тихоокеанському узбережжі від Камчатки і Сахаліну до Південно-Східної Азії.
В Україні гагара чорношия — пролітний вид на всій території; регулярно зимує біля морського узбережжя, зрідка — на окремих водоймах в глибині суходолу.

## Чисельність
Гніздова популяція в Європі оцінена в 51—92 тис. пар. Зимує понад 17 тис. особин, у тому числі в Україні — 1—2,5 тис..

## Розмноження

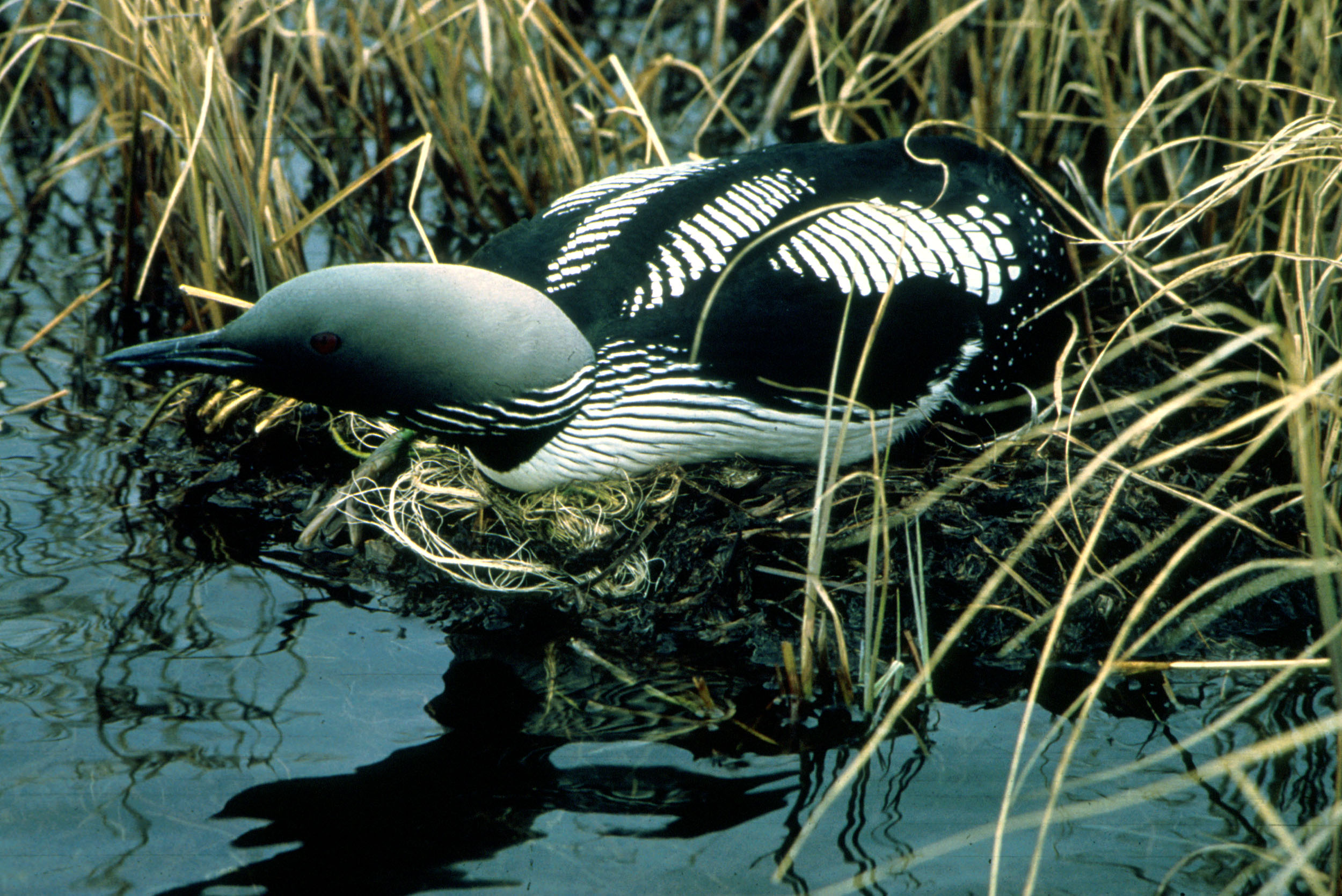
Чорношия гагара біля гнізда

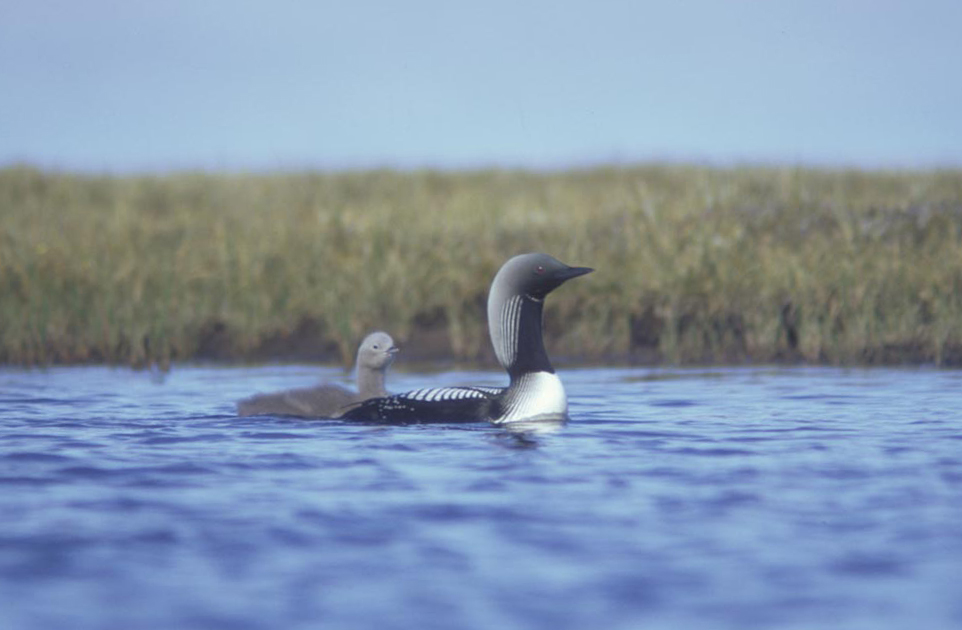
Чорношия гагара з виводком

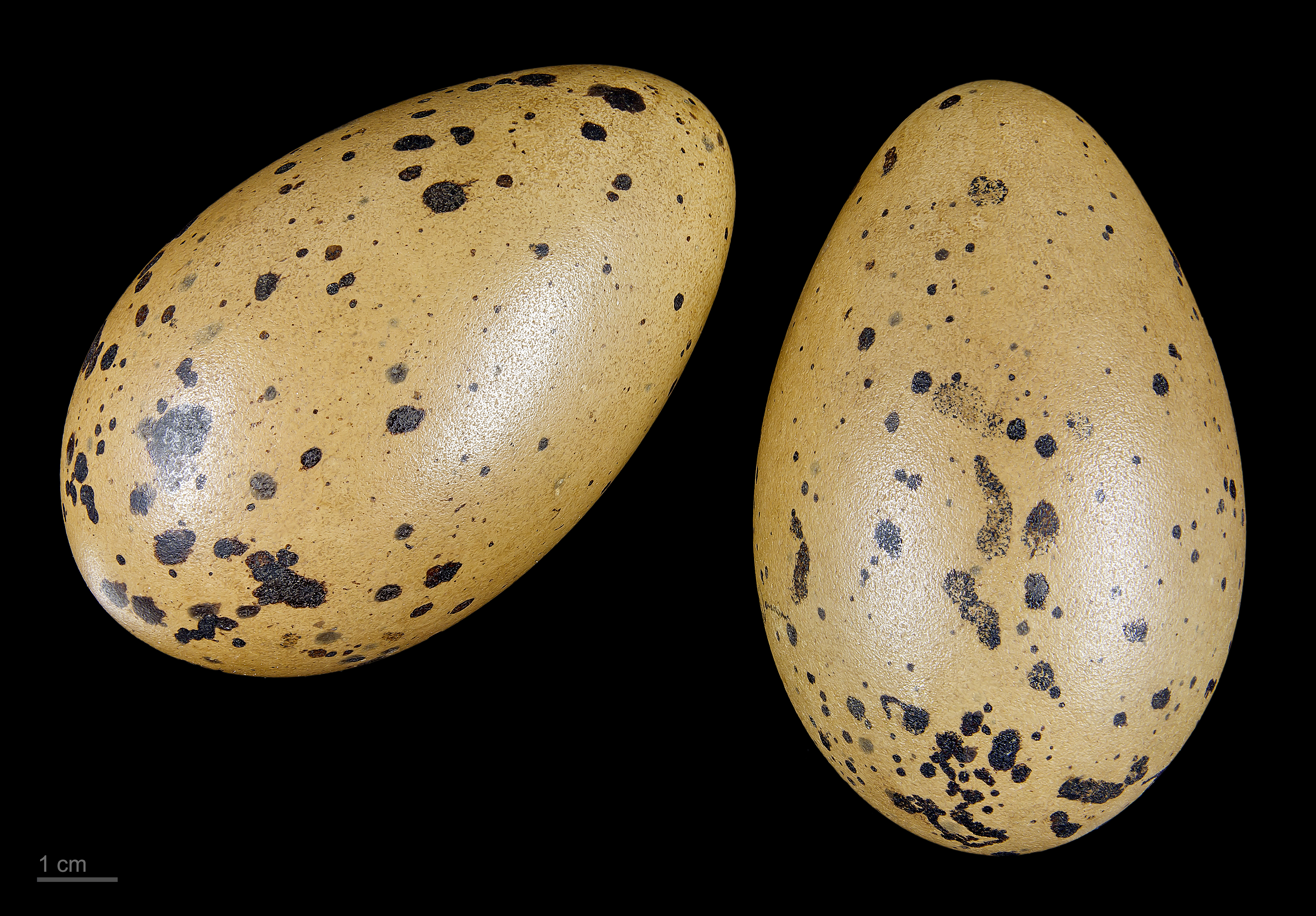
Яйця гагари чорношиєї — Тулузький музей

Статевої зрілості чорноволі гагари досягають не раніше, ніж на третьому році життя. Моногами, пари постійні. Початок гніздування збігається зі звільненням від льоду значних ділянок води.
Гніздиться на середніх та великих за розміром озерах. Як правило, на невеликих озерах гніздиться 1 пара, на великих озерах гніздові території становлять 50—150 га, а відстань між гніздами по береговій лінії не менше 200—300 м. Гніздові пари дуже консервативні та гніздяться з року в рік на одних і тих самих водоймах, часто використовуючи постійне гніздо.
Чорновола гагара будує гнізда трьох типів. Перший, найпоширеніший тип, характерний для відносно глибоких озер з чітко вираженими сухими берегами. Гніздо влаштовується на березі, відкрито біля води (як правило, не далі 30—50 см). До гнізда веде «стежка», по якій насиджуючий птах сковзає у воду. Гніздо являє собою щільно утрамбовану купу сфагнуму, стебел осоки та інших рослин. На вершині добре виражений лоток. Розміри гнізда (см): діаметр 30—40, діаметр лотка 20—25, глибина лотка 3—4. Гнізда другого типу влаштовуються на мілководдях глибиною 10—60 см у заростях осоки. Таке гніздо подібне до зрізаного конуса, складене зі стебел, кореневищ та листя надводних рослин та основою занурене у воду, де воно спирається на дно або підтримується в напівплавучому стані стеблами довколишніх рослин. Гнізда третього типу характерні для великих, зарослих очеретом озер лісостепової та степової зон і розміщуються на старих ущільнених заломах очерету та наносах іншого матеріалу, на неглибокому місці.
У будівництві гнізда беруть участь обидва партнери, хоча провідну роль відіграє самець. Повна кладка зазвичай складається з двох, рідше з одного або трьох яєць. Яйця еліпсоїдно-видовженої форми. Забарвлення основного фону темне, від зеленувато-оливкового до оливково-бурого; рисунок у вигляді чітких неправильної форми нечисленних бурувато-чорних плям та крапок, розкиданих по поверхні яйця. Інколи рисунок відсутній. Розміри яєць 75×45 мм, вага 120 г.
Насиджування кладки починається з першого яйця. У насиджуванні беруть участь обидва партнери, однак самиця перебуває на гнізді більше. Інкубація триває 28—30 днів. Після вилуплення пташенята залишаються в гнізді дві-три доби. Самостійно здобувати корм молоді птахи починають у віці 60—70 днів, у цей же час починають літати та переходять до самостійного способу життя.

## Живлення
Гагара чорновола — типовий іхтіофаг, основу живлення складає риба. Поїдають також ракоподібних, переважно бокоплавів. Їжу добуває, пірнаючи під воду та захоплюючи дзьобом. Пухових пташенят вигодовують водними безхребетними, головним чином ракоподібними, а пізніше — дрібною рибою.

## Охорона
Стан більшості природних популяцій виду в межах ареалу залишається більш-менш стабільним. Саме тому він, згідно Червоного списку МСОП, отримав охоронний статус «відносно благополучний вид». Але в окремих регіонах спостерігається тенденція до зниження чисельності популяції виду, що потребує запровадження охоронних заходів. Тому, гагара чорношия занесена до Додатку ІІ Бернської конвенції (охоронна категорія: вид підлягає особливій охороні) та Резолюції 6 (види, що потребують спеціальних заходів збереження їхніх оселищ) цієї ж конвенції. Крім того, вид охороняється Боннською конвенцією (Додаток ІІ. Види, стан яких є несприятливим) та Угодою AEWA в рамках цієї конвенції, а також Директивою Європейського Союзу 2009/147/ЄС «Про захист диких птахів» (Додаток І. Види і підвиди, що знаходяться під загрозою вимирання, які є вразливими, рідкісними або специфічними з екологічної точки зору). На регіональному рівні в Україні гагара чорношия занесена до Червоних книг/списків тварин Дніпропетровської, Луганської та Харківської областей.